# Vezzano (Vallelaghi)
Vezzano (Vezàn in dialetto trentino) è una frazione del comune italiano di Vallelaghi in provincia di Trento.
Fino al 31 dicembre 2015 ha costituito, assieme alle frazioni di Ciago, Fraveggio, Lon, Margone, Ranzo e Santa Massenza, un comune autonomo, che al momento del suo scioglimento contava 2 221 abitanti. Dal 1º gennaio 2016 assieme ai comuni di Padergnone e Terlago forma il nuovo comune di Vallelaghi.

## Storia
Il luogo fu abitato fin dall’età del bronzo e del ferro, come testimoniano i reperti rinvenuti a partire dal 1878 nei pozzi glaciali che si trovano nella zona a sud del paese oggi percorsa dal Sentiero geologico Antonio Stoppani.
Da un'iscrizione rinvenuta su una piccola lapide murata nel vicino Castel Toblino e da una seconda epigrafe scoperta su un'ara sacra a San Valentino di Vezzano (fundus Vettianus) si attesta come nella zona, nel corso del III secolo, fosse praticato il singolare culto dei Fati maschi, divinità legate al mondo naturale e tutelari delle nascite, forse di origine celtica. Terminata l'epoca delle invasioni dei popoli Germani, attorno al IX-X secolo la zona tornò a ripopolarsi e la gente si stabilì in particolare lungo il corso di una roggia. Nel 1027 il signore feudale del trentino fu il Vescovo di Trento e nella organizzazione dei suoi territori il bacino di Vezzano faceva capo al gastaldato minore con sede a Maxiano o Magnano (ora Santa Massenza).
Nel 1527 l'abitato di Vezzano fu elevato al rango di borgo dal principe vescovo Bernardo Clesio a seguito della fedeltà dimostratagli dagli abitanti nella cosiddetta guerra rustica.
Dal XIV al XVIII secolo le comunità locali venivano amministrate tramite delle assemblee pubbliche chiamate regole. Tale sistema venne abolito e proibito nel 1805 dall'Impero austriaco fondando il comune di Vezzano.
Con il successivo passaggio all'Italia e la nascita dei municipi, nel 1810, nacque il Municipio di Vezzano formato da Vezzano, Baselga, Margone e Ranzo comprensivo di circa 1000 abitanti. Nel 1814 il Trentino tornò all'Impero austriaco, che ripristinò le precedenti suddivisioni.
Nel 1928 al comune si aggregarono Ciago, Fraveggio, Santa Massenza, Lon, Margone, Ranzo e Padergnone. Quest'ultimo si staccò nel 1954.
Dal 1º gennaio 2016 il comune è stato soppresso, fondendosi con Padergnone e Terlago nel nuovo comune di Vallelaghi.

### Simboli

Vecchio stemma comunale

Lo stemma comunale era stato riconosciuto con decreto del capo del governo del 9 luglio 1931.
Si presentava inquartato: d'argento e di rosso, alle quattro teste di leone, strappate, dell'uno nell'altro.

## Monumenti e luoghi d'interesse

### Siti archeologici
Sentiero geologico Antonio Stoppani, itinerario che collega dieci pozzi glaciali o “marmitte dei giganti”.

### Arte
- Parco d'arte Lusan
- Teatro Valle dei Laghi

### Architetture religiose
- Chiesa dei Santi Vigilio e Valentino.
- Chiesa di San Valentino.

## Società

### Evoluzione demografica
Abitanti censiti

## Geografia antropica
La circoscrizione territoriale ha subito le seguenti modifiche: nel 1928 aggregazione di territori dei soppressi comuni di Ciago, Fraveggio, Lon, Margone, Padergnone e Ranzo. Nel 1952 distacco di territori per la ricostituzione del comune di Padergnone (Censimento 1951: pop. res. 548).

## Infrastrutture e trasporti

### Mobilità urbana
A soli 15 km da Trento, Vezzano è ben collegato con trasporto pubblico sia al capoluogo trentino che a Riva del Garda con autobus che viaggiano lungo la SS 45bis. Inoltre da Vezzano partono gli autobus di linea per la Valle di Cavedine, lungo la SP 84 e quelli per la frazione di Ranzo.

## Amministrazione
- Eddo Tasin, lista civica dal 09/05/2005